# Natsukoi
"Natsukoi" (夏恋) é um single da banda de rock japonesa SID, lançado em 11 de julho de 2007 pela Danger Crue Records. A canção foi usada como tema de encerramento do programa de televisão Special Quiz Project Shizuku.

## Lançamento e composição
Foi lançado em três edições, uma regular e duas limitadas. As limitadas, chamadas A e B, incluíam um DVD extra de uma gravação de "Re-play" na turnê do álbum Play; essa gravação difere entre as duas versões. Já a regular acompanha um encarte especial de 12 páginas.
O CD Journal comentou que o single em geral é altamente polido sendo um avanço em relação ao anterior O portal Jame World chamou a canção de "pegajosa e divertida". O website Squize também utilizou o termo "pegajoso" para se referir à letra, mas a mencionou como uma "música refrescante de verão".

## Desempenho comercial
Alcançou a décima posição na Oricon Singles Chart, permanecendo na parada por seis semanas. Na parada da Tower Records, chegou à quinta posição.

## Faixas
Todas as letras escritas por Mao. 
| Edição regular |                        |                |         |  |
| N.º            | Título                 | Música         | Duração |  |
| 1.             | "Natsukoi" (夏恋)      |                | 4:29    |  |
| 2.             | "Propose" (プロポーズ) |                | 2:50    |  |
| Duração total: | Duração total:         | Duração total: | 7:20    |  |

## Créditos
- Mao – vocal
- Shinji – guitarra
- Aki – baixo
- Yūya – bateria